# モラクス

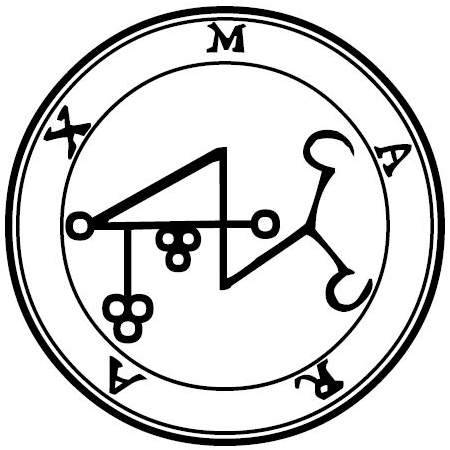
『ゴエティア』に記されたマラクスのシジル

モラクス（Morax）は、悪魔学における悪魔の一人。

## 概要
マラクス（Marax）あるいはフォライー（Foraii）、フォルファクス（Forfax）とも呼ばれる。
『ゴエティア』では72人の悪魔の21番目として記述されている。大いなる伯爵にして総裁であり、36の軍団を率いている。『大奥義書』によれば、サルガタナスの支配下にあるという。
召喚した者の前に男の顔を持つ大きな雄牛のような姿で現れるという。また、天文学やその他の教養学に精通させ、使い魔を与え、薬草や宝石が持つ力についての知識を与える能力がある。
フレッド・ゲティングズは著書『悪魔の事典』のモレクの項目において、モレクは牛頭を持つ人型の像の中に現れる神であるとし、モラクスと関連付けている。